# نشان‌های هشداردهنده راهنمایی و رانندگی

تابلوهای هشداردهنده یا تابلوهای اخطاری از نشان‌های راهنمایی و رانندگی هستند که بیشتر به صورت مثلثی شکل با نوارهای حاشیه قرمز رنگ و زمینه سفید رنگ که یک راس آن‌ها به طرف بالا بوده و نوع خطر در داخل آن با رنگ مشکی نمایش داده شده‌است.
انواع این تابلو را می‌توانید در زیر مشاهده کنید.

## تابلوی خطر
تابلوی خطر یکی از تابلوهای اخطاری از علائم راهنمایی و رانندگی است.
به هنگام دیدن این تابلو احتمال خطر وجود دارد و باید سرعت خودرو را کم کرده و آماده مواجهه با هر شرایطی باشید.

تابلوی خطر ایرانی و آلمانی.
تابلوی خطر سوئدی.
تابلوی خطر لهستانی.

## تابلوی گذرگاه عابر پیاده
تابلوی گذرگاه عابر پیاده یکی از تابلوهای اخطاری از علائم راهنمایی و رانندگی است.
این تابلو مخصوص ایمنی عابرپیاده است و محل عبور عابرپیاده را به راننده نشان می‌دهد.

آمریکا، تابلوی گذرگاه‌عابرپیاده.
ایران/هلند، تابلوی گذرگاه‌عابرپیاده.
لهستان، تابلوی گذرگاه‌عابرپیاده.
سوئد، تابلوی گذرگاه‌عابرپیاده.

## تابلوی برآمدگی

‌

تابلوی برآمدگی یکی از تابلوهای اخطاری از علائم راهنمایی و رانندگی است.

## تابلوهای عبور حیوانات از شاهراه
این تابلوها، عبور حیوانات وحشی (گوزن‌ها، خرس، آهو، خرس قطبی، شترها، کانگوروها، تمساح‌ها و غیره) یا حیوانات مزرعه و اهلی (گاوها، اسب‌ها، اردک‌ها و گوسفندها) را به راننده اخطار می‌دهند.

عبور حیوانات در ژاپن / خطر عبور گوزن در آمریکا
عبور حیوانات وحشی در ایران ایتالیا و لتونی
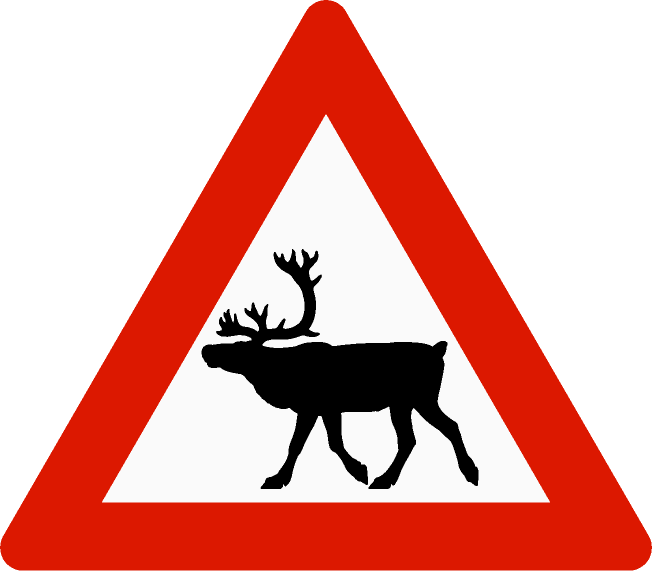
اعلام خطر عبور گوزن در نروژ
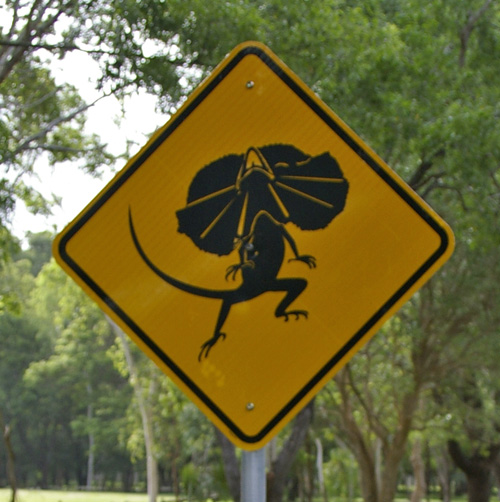
اعلام خطر عبور مارمولک در استرالیا
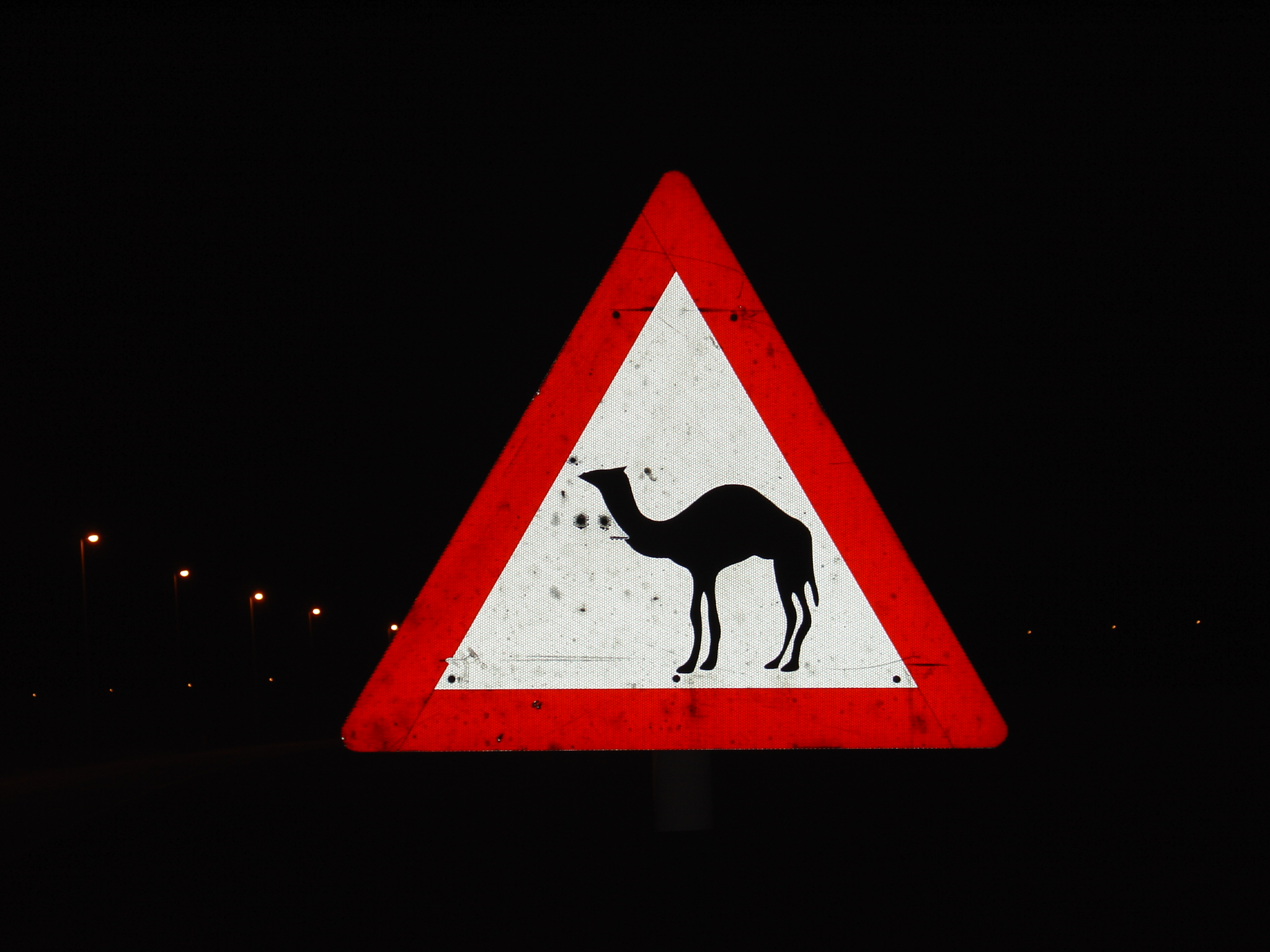
اعلام خطر عبور شتر در امارات متحده عربی
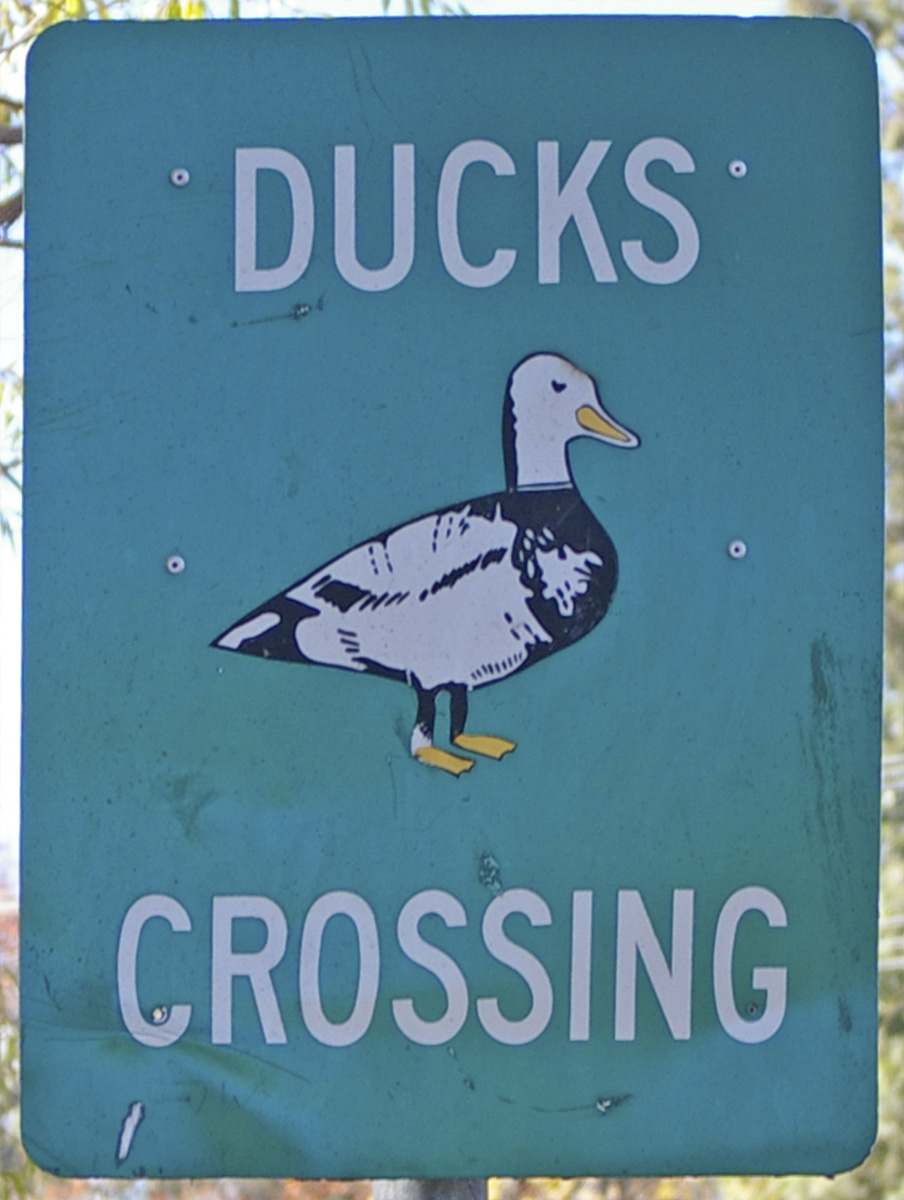
اعلام خطر عبور اردک در استرالیا
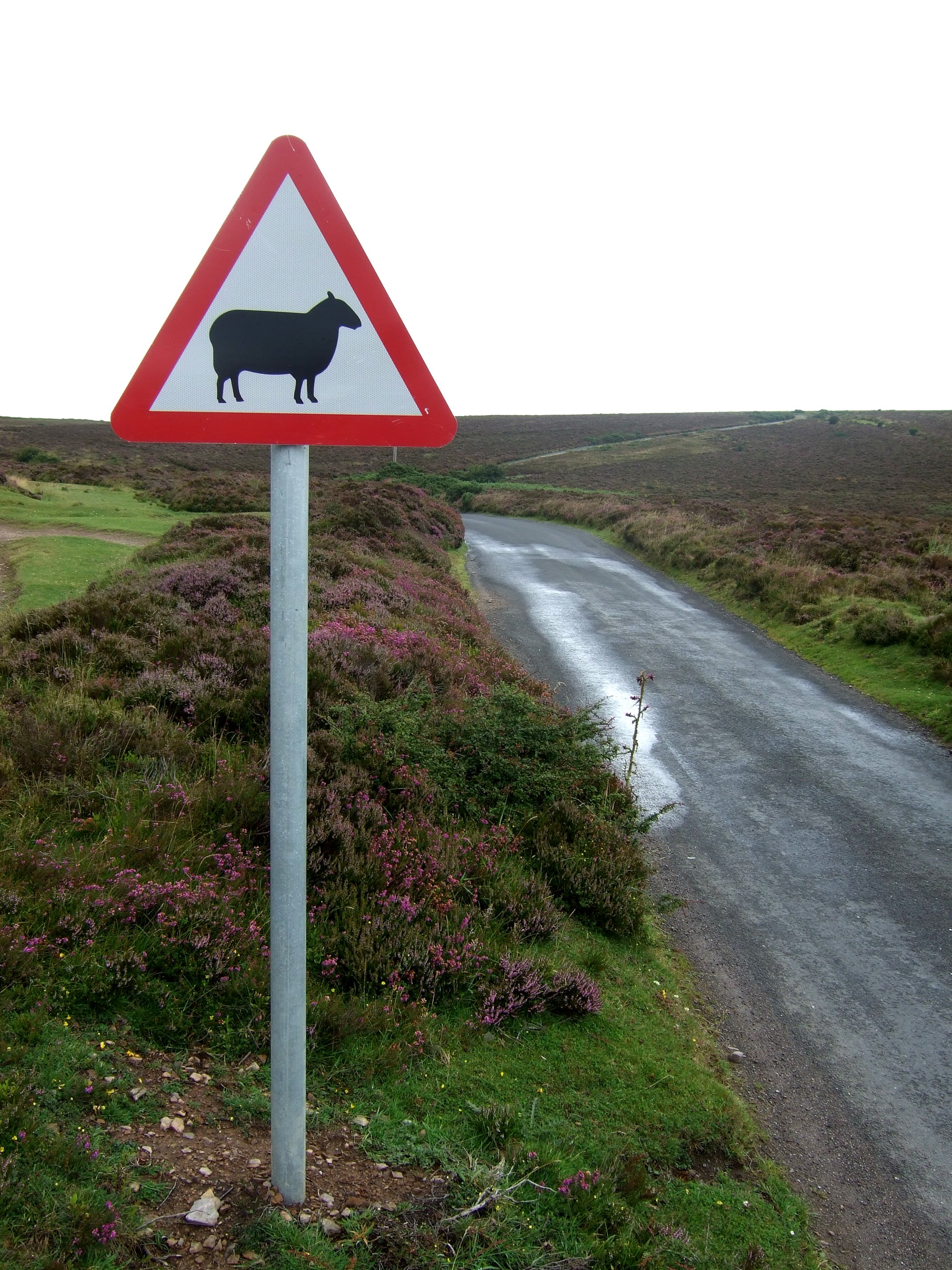
یک اعلام خطر عبور گوسفند در انگلستان
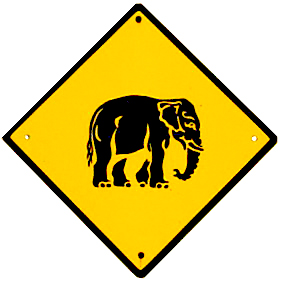
منطقه فیل وحشی در سورین تایلند

## تابلوهای ساخت و ساز

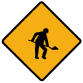
کارگران مشغول کارند.
ایران/اتریش، کارگران مشغول کارند.
ایتالیا، ساخت و ساز.
نروژ، کارگران مشغول کارند.
سوئد، کارگران مشغول کارند.
فرانسه، ساخت و ساز.
لهستان، ساخت و ساز.
ایران/هلند، خطر پرتاب سنگ.
لهستان، خطر پرتاب سنگ.

## پیچ‌ها و گوشه‌ها
تابلوی پیچ به چپ یکی از تابلوهای اخطاری از علائم راهنمایی و رانندگی است.

جمهوری ایرلند / آمریکا، گوشه خطرناک
جمهوری ایرلند / آمریکا، پیچ خطرناک
اتریش/ایران، علامت پیچ به چپ خطرناک.
سوئد، علامت پیچ به چپ خطرناک
لهستان، علامت پیچ به چپ خطرناک
جمهوری ایرلند، گوشه‌های پی‌درپی خطرناک
ایران / ایتالیا / لتونی، پیچ‌های پی‌درپی (اولین پیچ به چپ)
لهستان، پیچ‌های پی‌درپی (اولین پیچ به چپ)
جمهوری ایرلند / آمریکا، پیچ‌های پی‌درپی خطرناک (جاده مارپیچی)
جمهوری ایرلند، تقاطع در قوس
جمهوری ایرلند، تقاطع در قوس

## تونل‌ها

سوئد، علامت پیش‌رو بودن تونل.
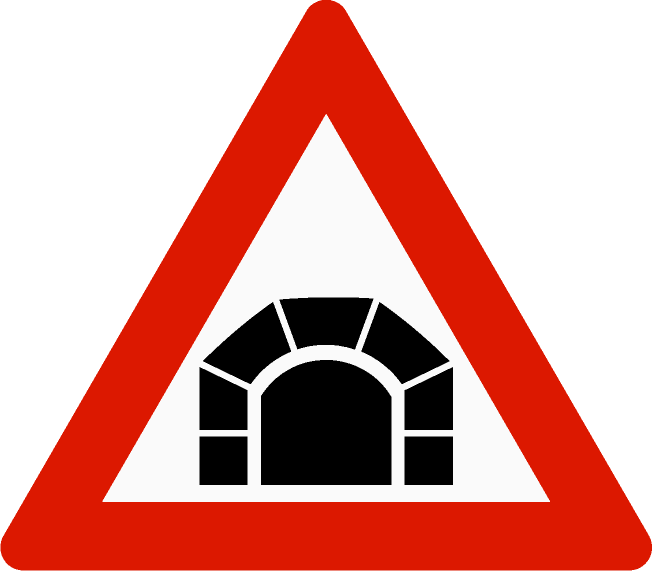
نروژ، علامت تونل.
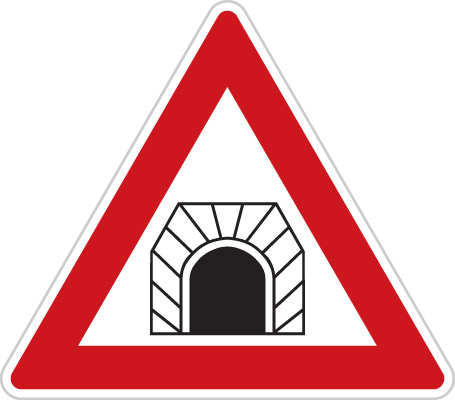
چک، علامت تونل.
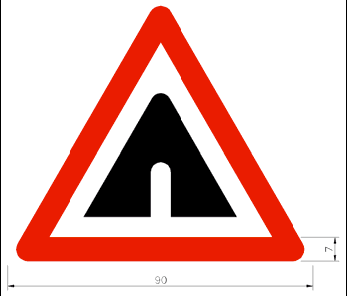
تایوان علامت اخطار تونل.
آلمان، علامت تونل.
لهستان، علامت تونل.

## پل‌ها

آمریکا، علامت باریکی پل پیش رو(مقابل).
ایتالیا/ایران، پل متحرک.
جمهوری ایرلند، علامت ارتفاع پل.

## ترافیک

آمریکا، علامت ترافیک پیش رو.
آمریکا، ترافیک پیش رو.
ایتالیا، ترافیک پیش رو. در ایران/لتونی، چراغ راهنما پیش رو.
اتریش، ترافیک پیش رو.
استرلیا، ترافیک پیش رو.